# Список війн XVIII століття
|  | Службовий список статей, створений для координації робіт з розвитку теми. Це попередження не встановлюється на інформаційні списки і глосарії. |

## 1701—1800

### Війни, що розпочалися раніше
| Початок        | Кінець          | Назва конфлікту                                      | Противники | Противники |
| Початок        | Кінець          | Назва конфлікту                                      | Переможна сторона (якщо була) | Сторона, що програла (якщо була) |
| -------------- | --------------- | ---------------------------------------------------- | --- | --- |
| 1536           | 1883            | Арауканська війна                                    | Іспанська імперія (до 1708) | Араукани |
| 1643           | 1770            | Казахо-джунгарська війна                             | Казахське ханство | Джунгарське ханство |
| 1696           | 1702            | Громадянська війна у Великому князівстві Литовському | Республіканці: Вишневецькі Огінські Паци Радзивіли | Сапіги |
| 22 лютого 1700 | 10 вересня 1721 | Велика Північна війна                                | Московське царство - Калмицьке ханство - Гетьманщина (до 1708) Данія-Норвегія · (1700, 1709–20) · Саксонське курфюрство · (1700–06, 1709–) · Річ Посполита · (1700–04, 1709–) Пруссія (1715–20) · Ганновер (1715–19) · Королівство Великої Британії · (1717–19) | Шведська імперія - Гольштейн-Готторпське герцогство Річ Посполита (1704–09) · Османська імперія (1710–14) · Військо Запорозьке Низове (після 1708) - Гетьманщина (після 1708) · Англія (1700) · Королівство Великої Британії (1719–21) · Голландія (1700) · Брауншвейг-Люнебурзьке герцогство (1700) |

### 1701—1710
| Початок           | Кінець         | Назва конфлікту                                                                   | Противники | Противники |
| Початок           | Кінець         | Назва конфлікту                                                                   | Переможна сторона (якщо була) | Сторона, що програла (якщо була) |
| ----------------- | -------------- | --------------------------------------------------------------------------------- | --- | --- |
| 28 січня 1701     | 28 січня 1701  | Битва за Дартцебо                                                                 | Династія Цін | Тибет |
| 9 липня 1701      | 7 вересня 1714 | Війна за іспанську спадщину                                                       | Священна Римська імперія: - Австрія - Пруссія - Ганновер - Англія (до 1707) - Королівство Великої Британії (з 1707) - Голландська республіка - Герцогство Савойя - Португалія - Габсбурзька Іспанія | Королівство Франція - Лояльна Філіпу Іспанія - Баварське курфюрство (до 1704)                                                                    |
| 1702              | 11 квітня 1713 | Війна королеви Анни Частина війни за іспанську спадщину                           | Англія (до 1707) - Англійська Америка Королівство Великої Британії (після 1707) - Британська Америка крики · чикасо · ямасі                                                                         | Королівство Франція - Нова Франція Лояльна Філіпу Іспанія - Нова Іспанія Вабанакська конфедерація · могавки · чокто · тімукуа · апалачі · натчез |
| 24 липня 1702     | 1710           | Повстання камізарів                                                               | Королівство Франція | Гугенотські повстанці |
| 1703              | 1704           | Османське вторгнення у західну Грузію (1703)                                      | Османська імперія | Імеретинське царство · Гурійське князівство · Мегрельське князівство                                                                             |
| 15 червня 1703    | 1 травня 1711  | Повстання Ракоці                                                                  | Австрія | Куруци (Угорське королівство) · Королівство Франція                                                                                              |
| 1704              | 1706           | Громадянська війна в Польщі Частина Великої Північної війни                       | Варшавська конфедерація | Сандомирська конфедерація |
| 1704              | 1708           | Перша яванська війна за спадщину                                                  | Голландська Ост-Індійська компанія | Матарам |
| 1704              | 1711           | Башкирське повстання                                                              | Московське царство | Башкирські повстанці |
| 1705              | 1706           | Баварське повстання                                                               | Австрія | Баварські селяни |
| 1707              | 1707           | Війна за могольську спадщину (1707)                                               | Сили Бахадур-шаха I | Сили Мухаммад Азам Шаха · Сили Мухаммад Кам Бахша                                                                                                |
| 20 жовтня 1707    | 18 липня 1708  | Булавінське повстання                                                             | Московське царство | селяни на чолі з Булавіним |
| 1707              | 1709           | Війна ембоабасів                                                                  | Португалія · португальські поселенці · перші бразильські поселенці | Бандейранти |
| 1708              | 1709           | Війна Комаккьо                                                                    | Австрія | Папська держава |
| 1709              | 1722           | Війна Хотакі-Сафавідів                                                            | Хотакі | Сефевіди |
| 20 листопада 1710 | 24 червня 1713 | Московсько-турецька війна (1710—1713) (Прутський похід) 27 травня — 12 липня 1711 | Османська імперія - Кримське ханство - Волощина Шведська імперія · Гетьманщина (прибічники Орлика) · Запорозька Січ                                                                                 | Московське царство · Гетьманщина (прибічники Скоропадського) · Молдавське князівство                                                             |

### 1711—1720
| Початок                  | Кінець                   | Назва конфлікту                                                         | Противники | Противники |
| Початок                  | Кінець                   | Назва конфлікту                                                         | Переможна сторона (якщо була) | Сторона, що програла (якщо була) |
| ------------------------ | ------------------------ | ----------------------------------------------------------------------- | --- | --- |
| 20 березня 1711          | 20 березня 1711          | Битва при Ейн Дара Протистояння Кайс — Яман                             | Клан Шехаб · Клан Джумблатт · Клан Талуг Гарбський · Клан Накад Манасіфський · Клан Імав Аркубський · Клан Абд аль-Малік Урдський · Клан Абу'ль Лама Матнський · Клан Казен Кезерванський | Клан Алам аль-Дін Клан Арслан Гарбський Клан Савваф Матнський                                                                          |
| 10 вересня 1711          | 11 лютого 1715           | Тускарорська війна Індіанські війни                                     | колоніальна міліція Північної Кароліни · колоніальна міліція Південної Кароліни · ямасі · північні тускарора · апалачі · катоба · черокі                                                  | південні тускарора пампліко кочечні корі ньюсіоки матамаскіт мачапунго сенека                                                          |
| 10-18 лютого 1712        | 10-18 лютого 1712        | Повстання вільїче Індіанські війни                                      | Іспанська імперія | Вільїче |
| 12 квітня-11 серпня 1712 | 12 квітня-11 серпня 1712 | Тоггенбурзька війна                                                     | Цюрих Берн тоггенбурзькі повстанці Женева Князівство Невшатель | Абатство Святого Галла Люцерн Урі Швіц Унтервальден Цуг Республіка Семи Десятин Вільні староства                                       |
| 1712                     | 1716                     | Війна фоксів Індіанські війни                                           | Королівство Франція | фокси |
| 9 липня 1713             | 12 вересня 1714          | Каталонська кампанія Частина війни за іспанську спадщину                | Королівство Іспанія · Королівство Франція | Князівство Каталонія |
| 9 грудня 1714            | 21 липня 1718            | Сьома османсько-венеційська війна Османсько-венеційські війни           | Османська імперія | Венеційська республіка · Австрія · Португалія · Мальтійський орден · Папська держава · Королівство Іспанія · мешканці Хімари · Гайдуки |
| 14 квітня 1715           | 1717                     | Ямашинська війна Індіанські війни                                       | колоніальна міліція Південної Кароліни · колоніальна міліція Північної Кароліни · колоніальна міліція Вірджинії · катоба (з 1715) · черокі (з 1716) ·                                     | ямасі · мускоги · катоба (до 1715) · черокі (до 1716) · воксо · санті                                                                  |
| 1715                     | 1739                     | Друга ойратсько-манчжурська війна                                       | Династія Цін | Джунгарське ханство |
| 1715                     | 1716                     | Якобітське повстання (1715–1716)                                        | Британські урядові війська | шотландські та англійські якобіти |
| 1717                     | 1717                     | Оманське вторгнення до Бахрейну (1717)                                  | Султанат Маскат | Сафавідський Бахрейн |
| 2 серпня 1718            | 17 лютого 1720           | Війна четверного альянсу                                                | Королівство Великої Британії · Королівство Франція · Австрія · Голландська республіка · Герцогство Савойя                                                                                 | Королівство Іспанія якобіти |
| 1719                     | 1723                     | Друга яванська війна за спадщину                                        | Матарам Голландська Ост-Індійська компанія | - претенденти на Матарамський трон - принци-повстанці                                                                                  |
| 1720                     | 1720                     | Китайська експедиція в Тибет (1720) (Друга ойратсько-манчжурська війна) | Династія Цін | Джунгарське ханство |

### 1721—1730
| Початок        | Кінець           | Назва конфлікту                                               | Противники | Противники                                                   |
| Початок        | Кінець           | Назва конфлікту                                               | Переможна сторона (якщо була)                                                                                            | Сторона, що програла (якщо була)                             |
| -------------- | ---------------- | ------------------------------------------------------------- | --- | ------------------------------------------------------------ |
| 1721           | 1735             | Повстання Комунеросів                                         | Іспанська імперія | противники Єзуїтів                                           |
| 1721           | 1763             | Війна Чикасо Індіанські війни                                 | Королівство Великої Британії · Чикасо                                                                                    | Королівство Франція · чокто · іллінойси                      |
| 29 липня 1722  | 23 вересня 1723  | Перський похід Петра І                                        | · Гетьманщина · Картлійське царство · кабардинці · Калмицьке ханство · Тарковське шамхальство · Табасаранське майсумство | Сефевідський Іран                                            |
| 25 липня 1722  | 15 грудня 1725   | Війна Даммера Індіанські війни                                | Колонії Нової Англії · могавки                                                                                           | Вабанакська конфедерація абенаки пекуавкети мікмаки малесіти |
| 28 липня 1722  | 2 червня 1864    | Російсько-черкесська війна Частина російсько-кавказької війни | Російська імперія | Зигія · Західний Кавказький імамат · Мала Абхазія            |
| 1722           | 1727             | VI Османсько-перська війна Османсько-перські війни            | Османська імперія | Хотакі                                                       |
| 1725           | 1745             | Селітрові війни                                               | Фракція Мюллеріша | Фракція Селітри                                              |
| 1726           | 1727             | Апеляційна війна                                              | Графство Східна Фризія                                                                                                   | Садиби Східної Фризії                                        |
| 11 лютого 1727 | 9 листопада 1729 | Англо-іспанська війна (1727—1729)                             | Королівство Іспанія | Королівство Великої Британії                                 |
| 1728           | 1733             | Друга війна фоксів Індіанські війни                           | Королівство Франція | фокси                                                        |
| 1730           | 1735             | VII Османсько-перська війна Османсько-перські війни           | Сефевідський Іран | Османська імперія - Кримське ханство                         |

### 1731—1740
| Початок        | Кінець         | Назва конфлікту                                               | Противники | Противники |
| Початок        | Кінець         | Назва конфлікту                                               | Переможна сторона (якщо була) | Сторона, що програла (якщо була) |
| -------------- | -------------- | ------------------------------------------------------------- | --- | --- |
| 1733           | 1738           | Війна за польську спадщину                                    | Польські сили, лояльні Станіславу Лещинському · Королівство Франція · Іспанія · Сардинське королівство · Герцогство Парма                                                                      | Польські сили, лояльні Августу III · Російська імперія · Австрія · Саксонське курфюрство · Пруссія                                                                        |
| 1735           | 1736           | Повстання мяо (1735–36)                                       | Династія Цін | повстанці мяо |
| 14 жовтня 1735 | 15 серпня 1737 | Іспансько-португальська війна (1735—1737)                     | Португалія | Іспанська імперія |
| 31 травня 1735 | 3 жовтня 1739  | Російсько-турецька війна (1735—1739) Російсько-турецькі війни | Російська імперія - Гетьманщина Австрія | Османська імперія - Кримське ханство |
| 1735           | 1740           | Башкирське повстання                                          | Російська імперія | Башкирські повстанці |
| 1738           | 1739           | Індійський похід Надер Шаха                                   | Імперія Афшаридів | Імперія Великих Моголів |
| 22 жовтня 1739 | 18 жовтня 1748 | Війна за вухо Дженкінса Частина війни за австрійську спадщину | Іспанська імперія | Королівство Великої Британії |
| 16 грудня 1740 | 18 жовтня 1748 | Війна за австрійську спадщину                                 | Королівство Франція · Пруссія · Іспанія · Баварія (1741–45) · Саксонське курфюрство (1741–42) · Сицилійське королівство · Неаполітанське королівство · Генуезька республіка · Швеція (1741–43) | Австрія · Королівство Великої Британії · Ганновер · Голландська республіка · Саксонське курфюрство (1743–45) · Сардинське королівство · Російська імперія (1741–43, 1748) |
| 16 грудня 1740 | 11 червня 1742 | Перша сілезька війна Сілезькі війни                           | Пруссія | Австрія |

### 1741—1750
| Початок        | Кінець         | Назва конфлікту                                                                   | Противники | Противники                                                      |
| Початок        | Кінець         | Назва конфлікту                                                                   | Переможна сторона (якщо була)                                                                                            | Сторона, що програла (якщо була)                                |
| -------------- | -------------- | --------------------------------------------------------------------------------- | --- | --------------------------------------------------------------- |
| 1 лютого 1741  | початок 1743   | Яванська війна (1741–1743)                                                        | Голландська Ост-Індійська компанія                                                                                       | Яванські та китайські повстанці                                 |
| 8 серпня 1741  | 18 серпня 1743 | Російсько-шведська війна (1741—1743) Частина війни за австрійську спадщину        | Російська імперія | Швеція                                                          |
| 1743           | 1746           | VIII Османсько-перська війна Османсько-перські війни                              | Імперія Афшаридів | Османська імперія                                               |
| 1744           | 1829           | Дагохойське повстання                                                             | Іспанська Ост-Індія | Бохоль                                                          |
| 1744           | 1747           | Російсько-чукотська війна                                                         | Російська імперія | Чукчі                                                           |
| 3 травня 1744  | 18 жовтня 1748 | Війна короля Георга Частина війни за австрійську спадщину                         | Королівство Великої Британії · Британська Америка · Конфедерація ірокезів                                                | Королівство Франція · Нова Франція · Вабанакська конфедерація   |
| 16 серпня 1744 | 25 грудня 1745 | Друга сілезька війна Сілезькі війни Частина війни за австрійську спадщину         | Пруссія | Австрія                                                         |
| 1744           | 27 жовтня 1748 | Перша карнатікська війна Карнатікські війни Частина війни за австрійську спадщину | Королівство Великої Британії                                                                                             | Королівство Франція - Французька Ост-Індійська компанія         |
| 19 серпня 1745 | 20 квітня 1746 | Друге якобітське повстання                                                        | Королівство Великої Британії                                                                                             | якобіти · Королівство Франція                                   |
| 1747           | 1750           | Громадянська війна чокто                                                          | Східні чокто | Західні чокто                                                   |
| 1747           | 1796           | Громадянська війна між Афшаридами та Каджарами                                    | Афшариди | Каджари                                                         |
| 1749           | 1754           | Друга карнатікська війна Карнатікські війни                                       | Королівство Великої Британії · Британська Ост-Індійська компанія · Сипаї · Маратхі                                       | Королівство Франція · Французька Ост-Індійська компанія · Аркот |
| 15 грудня 1749 | лютий 1757     | Третя яванська війна за спадщину                                                  | Матарам (до 1755) · Джок'якартський султанат (з 1755) · Султанат Суракарта (з 1755) · Голландська Ост-Індійська компанія | антиголландські повстанці                                       |

### 1751—1760
| Початок         | Кінець         | Назва конфлікту                                                      | Противники | Противники |
| Початок         | Кінець         | Назва конфлікту                                                      | Переможна сторона (якщо була) | Сторона, що програла (якщо була) |
| --------------- | -------------- | -------------------------------------------------------------------- | --- | --- |
| 20 квітня 1752  | 6 травня 1757  | Війна Конбаун-Гантаваді                                              | Конбаун | Гантаваді Французька Ост-Індійська компанія |
| 28 травня 1754  | 10 лютого 1763 | Франко-індіанська війна Частина Семирічної війни                     | Королівство Великої Британії · Британська Америка Конфедерація ірокезів · Гурони · катоба · черокі (до 1758)) · мінго (нетривалий час) | Королівство Франція · Нова Франція Вабанакська конфедерація · абенаки · алгонкіни · кахнаваке могавки · ленапе · мікмаки · Оджибве · Оттава · шауні |
| 1755            | 1759           | Третя ойратсько-манчжурська війна                                    | Династія Цін | Джунгарське ханство |
| 1756            | 1756           | Гуаранська війна                                                     | Португалія · Іспанія | Племена Гуарані |
| 17 травня 1756  | 15 лютого 1763 | Семирічна війна                                                      | - Королівство Великої Британії - Ганноверське курфюрство - Пруссія - Брауншвейг-Вольфенбюттельське князівство - Конфедерація ірокезів - Португалія (з 1761) - Гессен-Кассельське ландграфство - Шаумбург-Ліппське князівство - Гурони - катоба - черокі (до 1758) | - Королівство Франція - Австрія - Російська імперія (до 1762) - Королівство Іспанія (з 1761) - Швеція (1757–62) - Саксонське курфюрство - Імперія Великих Моголів (from 1757) - Вабанакська конфедерація - кахнаваке могавки - алгонкіни - абенаки - ленапе - оджибве - оттава - шауні |
| 29 серпня 1756  | 15 лютого 1763 | Третя сілезька війна Сілезькі війни Частина Семирічної війни         | Пруссія | Австрія |
| 1757            | 1763           | Третя карнатікська війна Карнатікські війни Частина Семирічної війни | Британська Ост-Індійська компанія | Наваби Бенгалії · Французька Ост-Індійська компанія · Голландська Ост-Індійська компанія |
| 13 вересня 1757 | 22 травня 1762 | Померанська війна Частина Семирічної війни                           | Швеція · Російська імперія | Пруссія |
| 1757            | 1759           | Повстання Алтишахра Хояса                                            | Династія Цін | Алтишахр Хояс |
| 1758            | 1761           | Англо-черокська війна Частина Франко-індіанської війни               | Королівство Великої Британії | черокі |
| 1759            | 1760           | Бірмансько-сіамська війна (1759–1760)                                | Конбаун | Аюттхая |

### 1761—1770
| Початок         | Кінець         | Назва конфлікту                                                                                  | Противники                                                                                               | Противники                                                        |
| Початок         | Кінець         | Назва конфлікту                                                                                  | Переможна сторона (якщо була)                                                                            | Сторона, що програла (якщо була)                                  |
| --------------- | -------------- | ------------------------------------------------------------------------------------------------ | --- | ----------------------------------------------------------------- |
| 1762            | 1763           | Іспансько-португальська війна (1761—1763) Португальсько-іспанські війни Частина Семирічної війни | Португалія · Королівство Великої Британії                                                                | Королівство Іспанія · Королівство Франція                         |
| 27 квітня 1763  | 25 липня 1766  | Повстання Понтіака Індіанські війни                                                              | Королівство Великої Британії                                                                             | Конфедерація Понтіака · сенека                                    |
| 23 серпня 1765  | 7 квітня 1767  | Бірмансько-сіамська війна (1765–1767)                                                            | Конбаун                                                                                                  | Аюттхая                                                           |
| грудень 1765    | 22 грудня 1769 | Цінсько-бірманська війна (1765–1769)                                                             | Конбаун                                                                                                  | Династія Цін                                                      |
| 1766            | 1792           | Майсурське вторгнення в Малабар Англо-майсурські війни                                           | Князівство Майсур · Каннур                                                                               | Британська Ост-Індійська компанія · Заморин Калькутти · Траванкор |
| 1767            | 1769           | Перша англо-майсурська війна Англо-майсурські війни                                              | Князівство Майсур                                                                                        | Британська Ост-Індійська компанія · Маратхі · Аркот · Гайдарабад  |
| 1768            | 1769           | Коліївщина                                                                                       | Російська імперія · Річ Посполита                                                                        | Гайдамаки Козаки                                                  |
| 1768            | 1769           | Французьке завоювання Корсики                                                                    | Королівство Франція                                                                                      | Корсиканська республіка                                           |
| 1768            | 1774           | Російсько-турецька війна (1768—1774) Російсько-турецькі війни                                    | Російська імперія - Запорозька Січ Грецькі повстанці · Картлі-Кахетинське царство · Імеретинське царство | Османська імперія - Кримське ханство                              |
| 1768            | 1772           | Барська конфедерація                                                                             | Російська імперія                                                                                        | Барська конфедерація · Королівство Франція                        |
| 1769            | 1773           | Перша карибська війна                                                                            | Британська імперія                                                                                       | Чорні кариби                                                      |
| 1769            | 1773           | Сіамсько-в'єтнамська війна (1769–1773) Сіамсько-в'єтнамські війни                                | Тхонбурі                                                                                                 | Князі Нгуен                                                       |
| 14 вересня 1769 | 16 травня 1772 | Дансько-алжирська війна                                                                          | Алжирський еялет                                                                                         | Данія-Норвегія                                                    |

### 1771—1780
| Початок         | Кінець         | Назва конфлікту                                                               | Противники | Противники |
| Початок         | Кінець         | Назва конфлікту                                                               | Переможна сторона (якщо була) | Сторона, що програла (якщо була) |
| --------------- | -------------- | ----------------------------------------------------------------------------- | --- | --- |
| 1771            | 1785           | Війна Тейшон-Нгуен (1771—1785)                                                | Династія Тейшон | Князі Нгуен |
| 1773            | 1775           | Повстання Пугачова                                                            | Російська імперія | Козаки, кріпаки, старообрядці волзькі татари, башкири                                                                                       |
| 1774            | 1774           | Війна Данмора Індіанські війни                                                | Колонія Вірджинія | шауні · мінго |
| жовтень 1775    | вересень 1776  | Бірмансько-сіамська війна (1775–1776)                                         | Тхонбурі | Конбаун |
| 15 березня 1775 | 17 травня 1782 | Перша англо-маратхська війна                                                  | Британська Ост-Індійська компанія | Імперія Маратха |
| 19 квітня 1775  | 3 вересня 1783 | Війна за незалежність США                                                     | Сполучені Штати Америки · Королівство Франція (1778–83) · Королівство Іспанія (1779–83) · Голландія (1780–83) · Союзники · - Князівство Майсур (1779–83) - Республіка Вермонт (1777–83) - Онайда - Тускарора - Асоціація Ватауга - катоба - ленапе | Королівство Великої Британії - Лоялісти - Німецькі князівства Союзники · Конфедерація ірокезів - Онондага - Могавки - Каюга - Сенека черокі |
| лютий 1776      | 24 лютого 1777 | Іспансько-португальська війна (1776—1777) Португальсько-іспанські війни       | Іспанська імперія | Португалія |
| 1776            | 1794           | Війна чикамунга Індіанські війни                                              | Сполучені Штати Америки | черокі |
| 1778            | 1779           | Війна за баварську спадщину                                                   | Австрія | Пруссія · Саксонське курфюрство |
| 1779            | 1783           | Англо-іспанська війна (1779—1783) Частина Американської війни за незалежність | Іспанія | Королівство Великої Британії |
| 1779            | 1781           | Перша війна Коса                                                              | Голландська Капська колонія | Коса |
| 1780            | 1784           | Четверта англо-голландська війна Частина Американської війни за незалежність  | Королівство Великої Британії | Голландія · Королівство Франція |
| 1780            | 1784           | Друга англо-майсурська війна Англо-майсурські війни                           | Британська Ост-Індійська компанія · Королівство Великої Британії · Ганновер | Князівство Майсур · Королівство Франція · Голландія                                                                                         |

### 1781—1790
| Початок         | Кінець          | Назва конфлікту                                                        | Противники                                                             | Противники |
| Початок         | Кінець          | Назва конфлікту                                                        | Переможна сторона (якщо була)                                          | Сторона, що програла (якщо була) |
| --------------- | --------------- | ---------------------------------------------------------------------- | ---------------------------------------------------------------------- | --- |
| 1782            | 1810            | Війна за об'єднання Гаваїв                                             | Гавайське королівство                                                  | Королівство Мауї Королівство Кауаї Королівство Оаху |
| 1783            | 1783            | Ногайське повстання                                                    | Російська імперія                                                      | Мала Ногайська Орда |
| 1784            | 1784            | Омансько-занзібарська війна                                            | Маскат і Оман                                                          | Занзібарський султанат |
| 1784            | 1784            | Повстання Хоріі, Клошкі і Крішана                                      | Трансільванія                                                          | Селянські повстанці |
| 1785            | 1785            | Битва при Рош Ґом-Ксоай-Мутом Сіамсько-в'єтнамські війни               | Династія Тейшон                                                        | Раттанакосін · Князі Нгуен |
| 1785            | 1786            | Бірмансько-сіамська війна (1785–1786)                                  | Конбаун                                                                | Раттанакосін |
| 15 квітня 1786  | 3 серпня 1795   | Північно-західна індіанська війна Індіанські війни                     | США · Чокто · Чикасо                                                   | Північно-західна індіанська конфедерація · Список - - Рада трьох вогнів - Ірокезька конфедерація - Сім націй Канади - Конфедерація Вабаш (Веа, піанкашо та інші корінні народи) - Іллінойси - вайандоти - Міссісоги - Меноміні - Шауні - Делавари - Маямі - Кікапу - Каскасія - Чикамунга - Мускоги · Королівство Великої Британії · * Британська Північна Америка |
| 29 серпня 1786  | червень 1787    | Повстання Шейса                                                        | Сполучені Штати Америки                                                | Деніел Шейс та повстанці |
| 1787            | 1787            | Прусське вторгнення до Голландії                                       | Пруссія · Оранжисти (Голландія)                                        | Штати Голландії та Західної Фрисландії Патріоти (Голландія) |
| 1787            | 1791            | Австро-турецька війна (1787—1791)                                      | Австрія · Російська імперія                                            | Османська імперія |
| 1787            | 1792            | Російсько-турецька війна (1787—1792)                                   | Російська імперія                                                      | Османська імперія |
| 1787            | 1802            | Війна Тейшон-Нгуен (1787—1802)                                         | Князі Нгуен                                                            | Династія Тейшон |
| червень 1788    | серпень 1790    | Російсько-шведська війна (1788—1790)                                   | Швеція                                                                 | Російська імперія |
| 24 вересня 1788 | 9 липня 1789    | Дансько-шведська війна (1788—1789)                                     | Данія-Норвегія                                                         | Швеція |
| 1788            | 1930-ти         | Австралійські прикордонні війни                                        | Європейські переселенці                                                | Австралійські аборигени |
| 1788            | 1792            | Цінсько-непальська війна                                               | Династія Цін                                                           | Королівство Непал |
| 1788            | 1789            | Битва під Нгоком Хой-Донг Да Громадянська війна у В'єтнамі (1789–1802) | Династія Цін · Династія Ле                                             | Династія Тейшон |
| 1789            | 18 березня 1792 | Третя англо-майсурська війна Англо-майсурські війни                    | Британська Ост-Індійська компанія · Маратхі · Гайдарабад · Траванкор · | Князівство Майсур |
| 1789            | 1793            | Друга війна Коса                                                       | Голландська Капська колонія                                            | Коса |
| 24 жовтня 1789  | 3 грудня 1790   | Брабантська революція                                                  | Австрійські Нідерланди                                                 | Брабантські повстанці (1789–90) · Бельгійські сполучені штати (1790) |
| 1790            | 1790            | Селянське повстання в Саксонії                                         | Саксонське курфюрство                                                  | Селянські повстанці |

### 1791—1800
| Початок                    | Кінець                   | Назва конфлікту                                              | Противники | Противники |
| Початок                    | Кінець                   | Назва конфлікту                                              | Переможна сторона (якщо була) | Сторона, що програла (якщо була) |
| -------------------------- | ------------------------ | ------------------------------------------------------------ | --- | --- |
| 21 серпня 1791             | 1 січня 1804             | Гаїтянська революція                                         | Гаїті · Королівство Великої Британії · Іспанська імперія (1793—1795) · Французькі роялісти | Перша французька республіка · Легіони польські |
| 1791                       | 1794                     | Повстання через віскі                                        | Сполучені Штати Америки | Фермери |
| 18 травня 1792             | 27 липня 1792            | Російсько-польська війна (1792)                              | Російська імперія · Тарговицька конфедерація | Річ Посполита · Пруссія |
| березень 1792              | березень 1794            | Бірмансько-сіамська війна (1792–1794)                        | Конбаун | Раттанакосін |
| 20 квітня 1792             | 18 жовтня 1797           | Війна першої коаліції Частина французьких революційних війн  | Перша французька республіка · Іспанія (з 1796) · Батавська республіка (з 1795) · Французькі сестринські республіки · Легіони польські (з 1795) | Перша коаліція: · Австрія · Священна Римська імперія · Пруссія (до 1795) · Королівство Великої Британії · Французькі роялісти · Іспанія (до 1795) · Португалія · Сардинське королівство · Королівство Обох Сицилій · Італійські держави · Османська імперія · Голландська республіка (до 1795) |
| березень 1793              | березень 1796            | Вандейська війна Частина війни першої коаліції               | Перша французька республіка | Католична та королівська армія Шуани Емігранти Королівство Великої Британії |
| 30 червня 1793             | 20 січня 1795            | Громадянська війна в Триполітанії                            | Династія Караманли · Туніс | Османська Триполітанія |
| 1793                       | 1806                     | Коттаямська війна                                            | Британська Ост-Індійська компанія | Королівство Коттаями |
| 24 березня 1794            | 16 листопада 1794        | Повстання Костюшка                                           | Російська імперія · Пруссія | Річ Посполита |
| 1794                       | 1804                     | Повстання секти Білого лотоса                                | Династія Цін | Товариство Білого лотосу |
| 8 вересня 1795             | 10 вересня 1795          | Крцаніська битва                                             | Перська імперія · * Гянджинське ханство · * Єриванське ханство | Картлі-Кахетинське царство · Імеретинське царство |
| 2 березня 1795             | 19 червня 1796           | Повстання Федона                                             | Британська імперія | Гренадські республіканці |
| 1795                       | 1797                     | Друга карибська війна                                        | Британська імперія | Карибські раби |
| 1795                       | 1806                     | Повстання мяо (1795–1806)                                    | Династія Цін | повстанці мяо |
| квітень 1796               | листопад 1796            | Російсько-перська війна (1796)                               | Російська імперія | Перська імперія |
| серпень 1796—березень 1802 | травень 1804—липень 1808 | Англо-іспанська війна (1796—1808)                            | Іспанія | Королівство Великої Британії |
| 26 червня 1797             | кінець липня 1797        | Повстання Деніски                                            | Австрія | польські повстанці |
| 1797                       | 1797                     | Бірмансько-сіамська війна (1797)                             | Раттанакосін | Конбаун |
| 12 жовтня 1798             | 5 грудня 1798            | Селянська війна (1798) Частина французьких революційних війн | Перша французька республіка | селяни-контрреволюціонери |
| 29 листопада 1798          | 25 березня 1802          | Війна другої коаліції Частина французьких революційних війн  | Перша французька республіка · Іспанія · Легіони польські · Данія-Норвегія · Французькі сестринські республіки: - Батавська республіка - Гельветійська республіка - Цизальпійська республіка - Римська республіка (до 1799) - Партенопійська республіка (1799) | Друга коаліція: · Австрія · Священна Римська імперія · Королівство Великої Британії (до 1801) · Сполучене Королівство Великої Британії та Ірландії (до 1801) · (до 1799) · Французькі роялісти · Португалія · Неаполітанське королівство · Османська імперія                                   |
| 7 липня 1798               | 30 вересня 1800          | Квазівійна                                                   | Сполучені Штати Америки | Перша французька республіка |
| 24 травня 1798             | 23 вересня 1798          | Ірландське повстання                                         | Британська армія · Гессенські найманці | Товариство об'єднаних ірландців · Захисники · Перша французька республіка |
| 1798                       | 4 травня 1799            | Четверта англо-майсурська війна Англо-майсурські війни       | Британська Ост-Індійська компанія · Маратхі · Гайдарабад · Траванкор · | Князівство Майсур |
| червень 1799               | липень 1800              | Ніч ножів Частина Гаїтянської революції                      | Туссен Лувертюр | Андре Ріго |
| 1799                       | 1803                     | Третя війна Коса                                             | Капська колонія | Коса |